# Довгеньківська сільська рада
Довге́ньківська сільська́ ра́да — адміністративно-територіальна одиниця та орган місцевого самоврядування в Ізюмському районі Харківської області. Адміністративний центр — село Довгеньке.

## Загальні відомості
- Територія ради: 58,12 км²
- Населення ради: 850 осіб (станом на 2001 рік)

## Населені пункти
Сільській раді були підпорядковані населені пункти:
- с. Довгеньке

## Склад ради
Рада складалася з 12 депутатів та голови.
- Голова ради: Карамушко Віталій Вікторович
- Секретар ради: Олійник Тамара Олексіївна

### Керівний склад попередніх скликань
| Прізвище, ім'я, по батькові  | Основні відомості                                                 | Дата обрання | Дата звільнення |
| ---------------------------- | ----------------------------------------------------------------- | ------------ | --------------- |
| Кузнєцов Олександр Іванович  | Сільський голова, 1963 року народження, безпартійний              | 26.03.2006   | 31.10.2010      |
| Карамушко Віталій Вікторович | Сільський голова, 1977 року народження, освіта вища, безпартійний | 31.10.2010   |                 |

Примітка: таблиця складена за даними сайту Верховної Ради України

### Депутати
За результатами місцевих виборів 2010 року депутатами ради стали:

#### За суб'єктами висування
| Суб'єкт висування | Кількість обраних депутатів | %  |
| ----------------- | --------------------------- | -- |
| Партія регіонів   | 9                           | 75 |
| Самовисування     | 3                           | 25 |

#### За округами
| № округу        | Прізвище, ім'я, по батькові         | Дата визнання обраним | Освіта             | Партійна приналежність | Відомості про обраного депутата                  |
| --------------- | ----------------------------------- | --------------------- | ------------------ | ---------------------- | ------------------------------------------------ |
| Партія регіонів |                                     |                       |                    |                        |                                                  |
| 1               | Князєв Анатолій Михайлович          | 03.11.2010            | середня спеціальна | позапартійний          | підприємець, директор                            |
| 4               | Дяченко Олександр Іванович          | 03.11.2010            | середня            | позапартійний          | СТОВ «Злагода», водій                            |
| 5               | Шабельник Володимир Павлович        | 03.11.2010            | середня            | член Партії регіонів   | тимчасово не працює                              |
| 6               | Дяченко Олексій Никифорович         | 03.11.2010            | вища               | член Партії регіонів   | ТОВ «Караван І», заступник директора             |
| 7               | Хаустов Юрій Миколайович            | 03.11.2010            | середня            | позапартійний          | пенсіонер                                        |
| 8               | Дяченко Станіслав Миколайович       | 03.11.2010            | середня спеціальна | член Партії регіонів   | ТОВ «Караван І», слюсар                          |
| 9               | Диньков Сергій Олегович             | 03.11.2010            | вища               | позапартійний          | пенсіонер                                        |
| 10              | Антоненко Віталій Миколайович       | 03.11.2010            | середня            | позапартійний          | ТОВ «Караван І», механізатор                     |
| 11              | Пересічанська Людмила Олександрівна | 03.11.2010            | вища               | позапартійна           | тимчасово не працює                              |
| Самовисування   |                                     |                       |                    |                        |                                                  |
| 2               | Кузіна Світлана Олексіївна          | 03.11.2010            | середня спеціальна | позапартійна           | Довгеньківська сільська рада, головний бухгалтер |
| 3               | Олійник Тамара Олексіївна           | 03.11.2010            | середня спеціальна | позапартійна           | Довгеньківська сільська рада, секретар           |
| 12              | Лешко Лариса Олексіївна             | 03.11.2010            | середня спеціальна | позапартійна           | тимчасово не працює                              |

## Населення
Згідно з переписом УРСР 1989 року чисельність наявного населення сільської ради становила 846 осіб, з яких 398 чоловіків та 448 жінок.
За переписом населення України 2001 року в сільській раді мешкало 850 осіб.

### Мова
Розподіл населення за рідною мовою за даними перепису 2001 року:
| Мова       | Відсоток |
| ---------- | -------- |
| українська | 94,00 %  |
| російська  | 5,88 %   |